# Opuesto

Imagen de Opuesto.

En matemáticas, el opuesto (o simétrico para la suma, o inverso aditivo) de un número {\displaystyle +1\,} es el número que, sumado con {\displaystyle n\,}, da cero. El inverso aditivo de {\displaystyle 1\,} se denota {\displaystyle +1\,}.En nuestro lenguaje cotidiano "opuesto" equivaldría a "contrario".
Aritméticamente, se lo puede calcular multiplicando por {\displaystyle -1\,}, es decir, {\displaystyle -n=-1\times n}.
Algebraicamente hablando, el opuesto de un elemento de un grupo es su elemento simétrico respecto de la operación binaria "{\displaystyle +\,}" (cuando se usa la notación aditiva).
Por ejemplo:
- El opuesto de {\displaystyle 8\,} es {\displaystyle -8\,}, porque {\displaystyle 8+(-8)=0\,};
- El opuesto de {\displaystyle -0,3\,} es {\displaystyle 0,3\,}, porque {\displaystyle -0,3+0,3=0\,}.

Así, por el ejemplo anterior, {\displaystyle -(-0,3)=0,3\,}.

## Ejemplos
Estos son los conjuntos de números en que cada elemento tiene opuesto:
- Números enteros
- Números racionales
- Números reales
- Números complejos

Conjuntos de números sin opuesto:
- Números naturales
- Números cardinales
- Números ordinales

Nótese que los números enteros se construyen a partir de los números naturales a los que se añaden formalmente los opuestos.